# Ipolyhídvég
Ipolyhídvég (szlovákul: Ipeľské Predmostie) község Szlovákiában, a Besztercebányai kerületben, a Nagykürtösi járásban.

## Fekvése
Nagykürtöstől 27 km-re délnyugatra, Ipolyságtól 8 km-re keletre, Drégelypalánktól 1,5 km-re északra, közvetlenül a magyar–szlovák határon, az Ipoly jobb partján fekszik.

## Élővilága

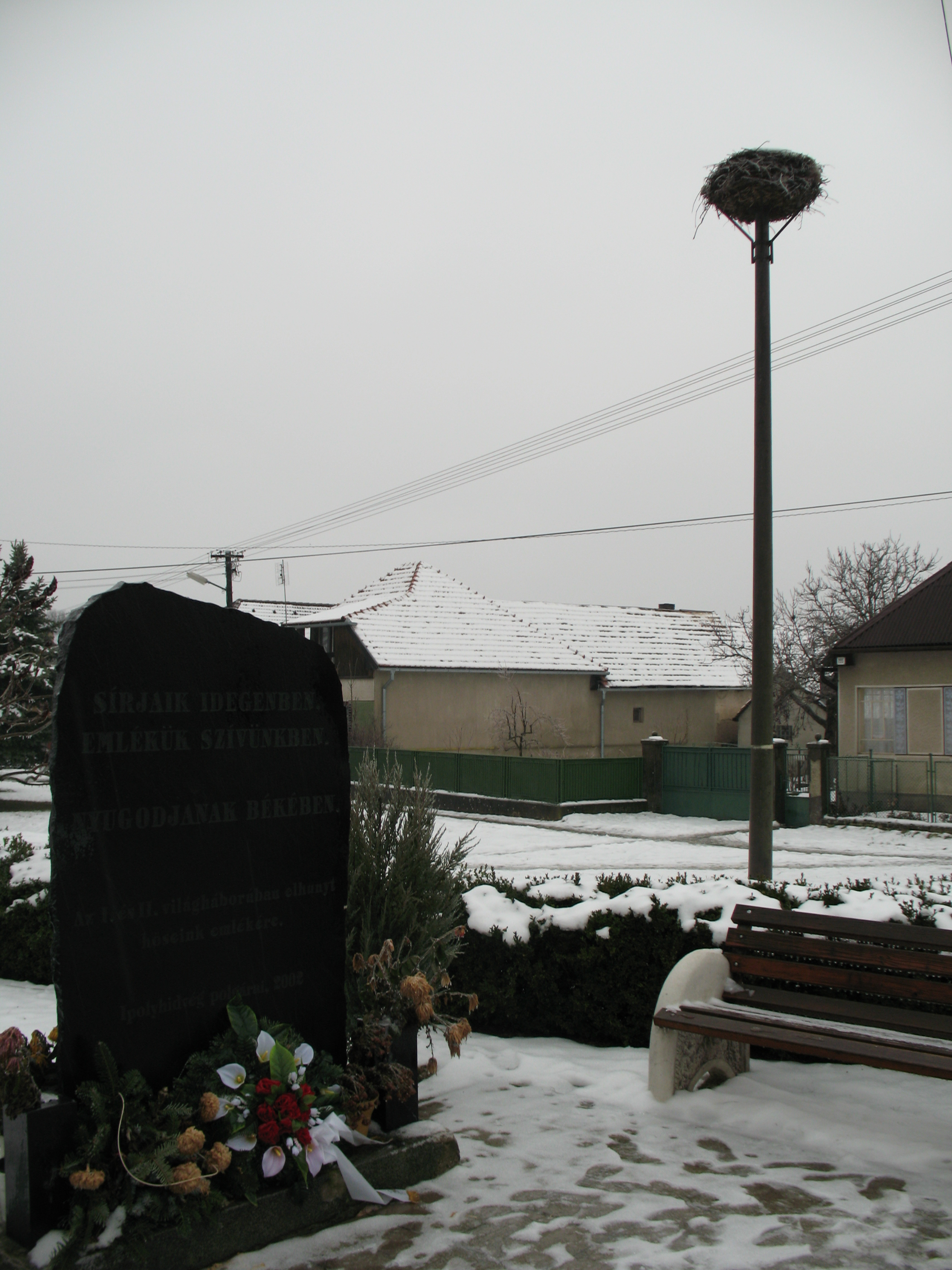
Egy gólyafészek
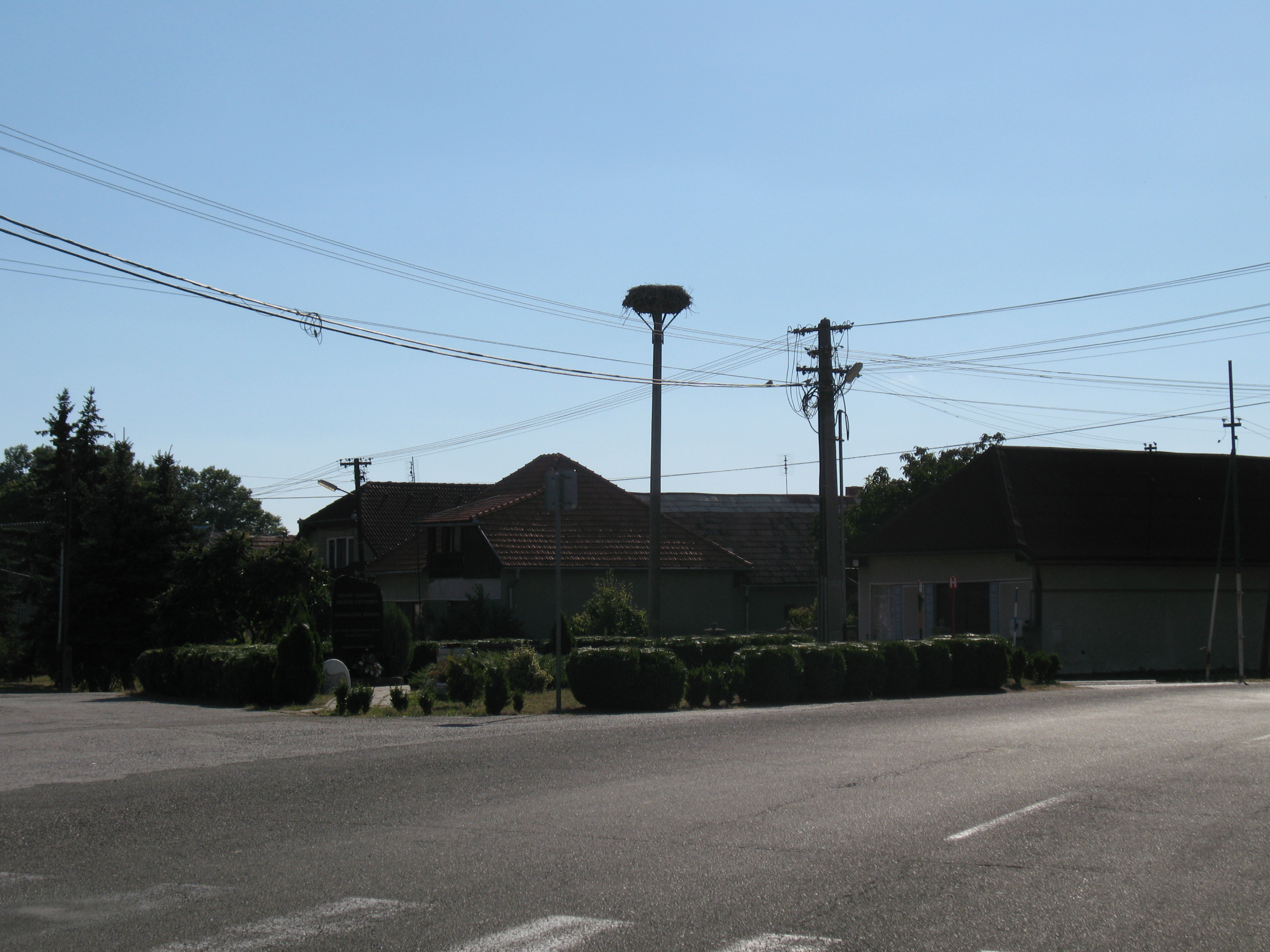
2013
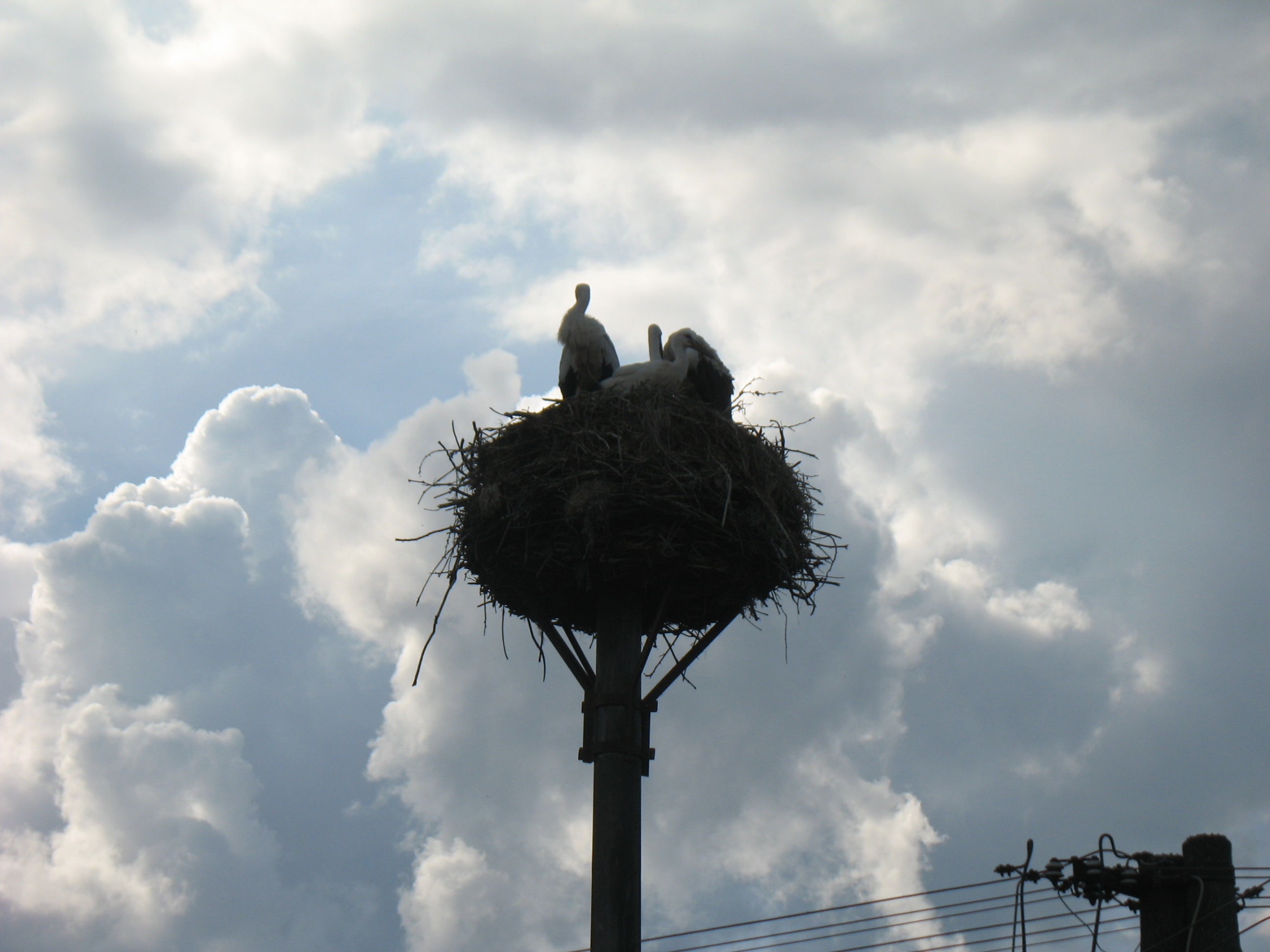
2014
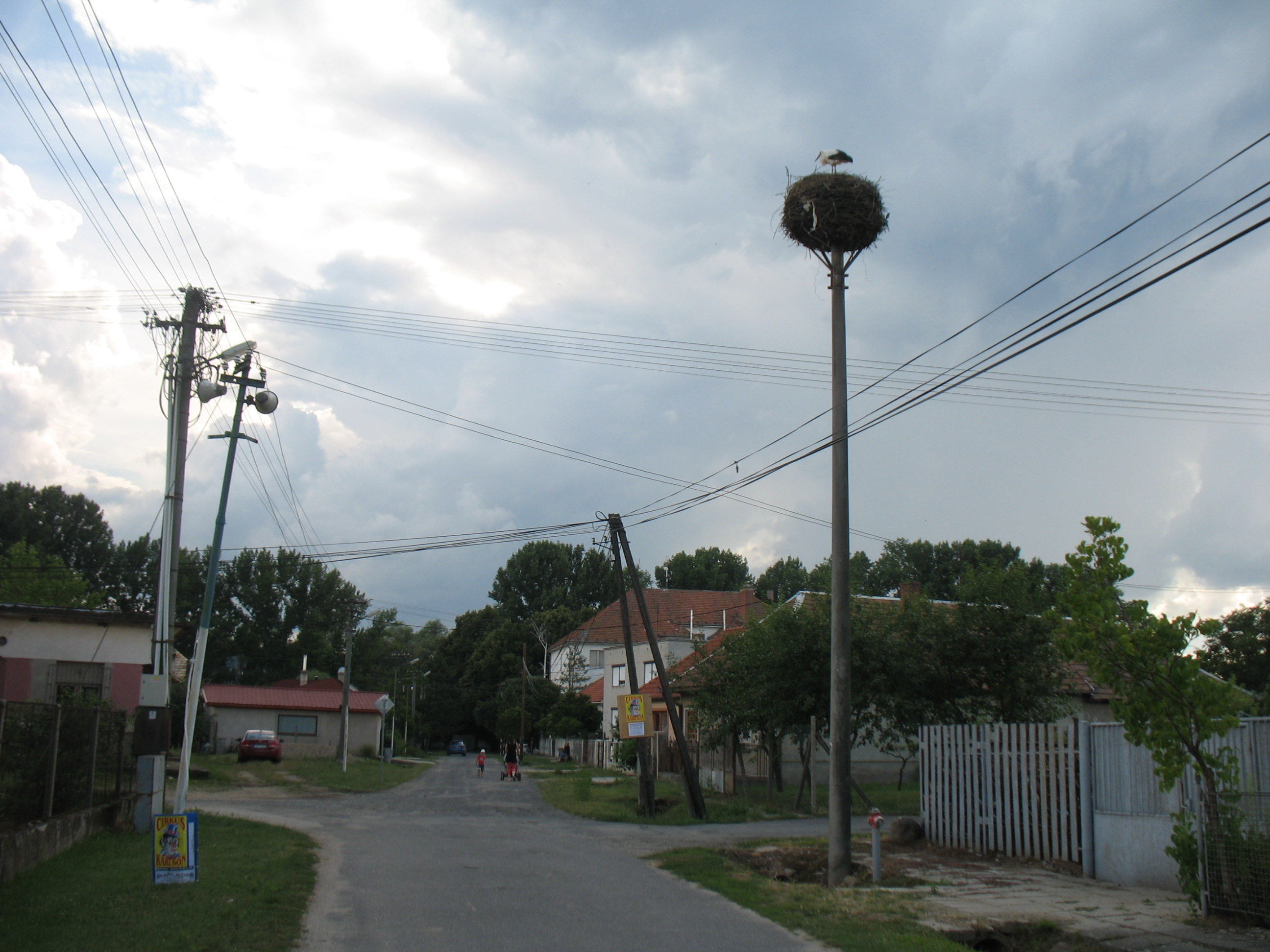
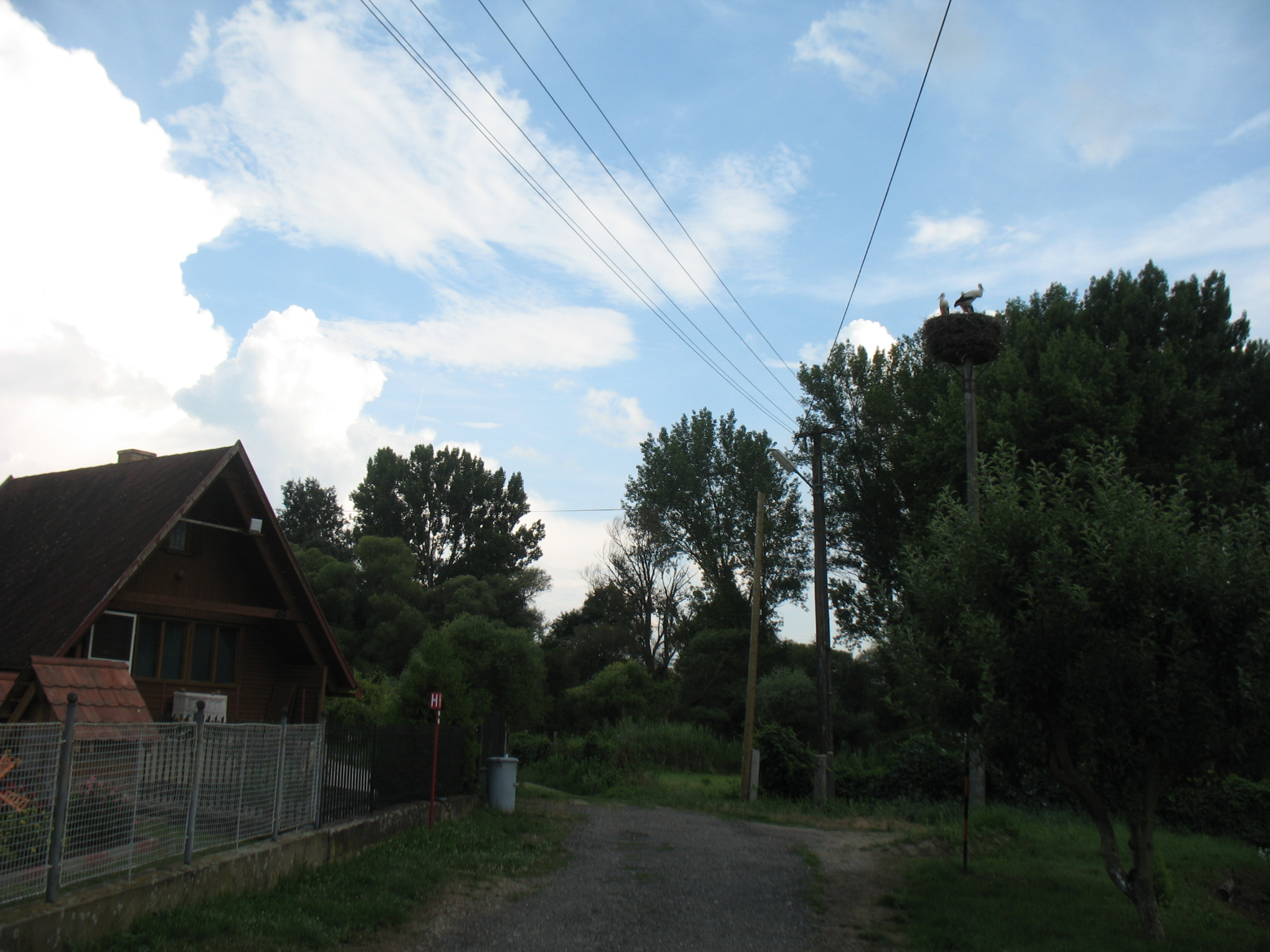
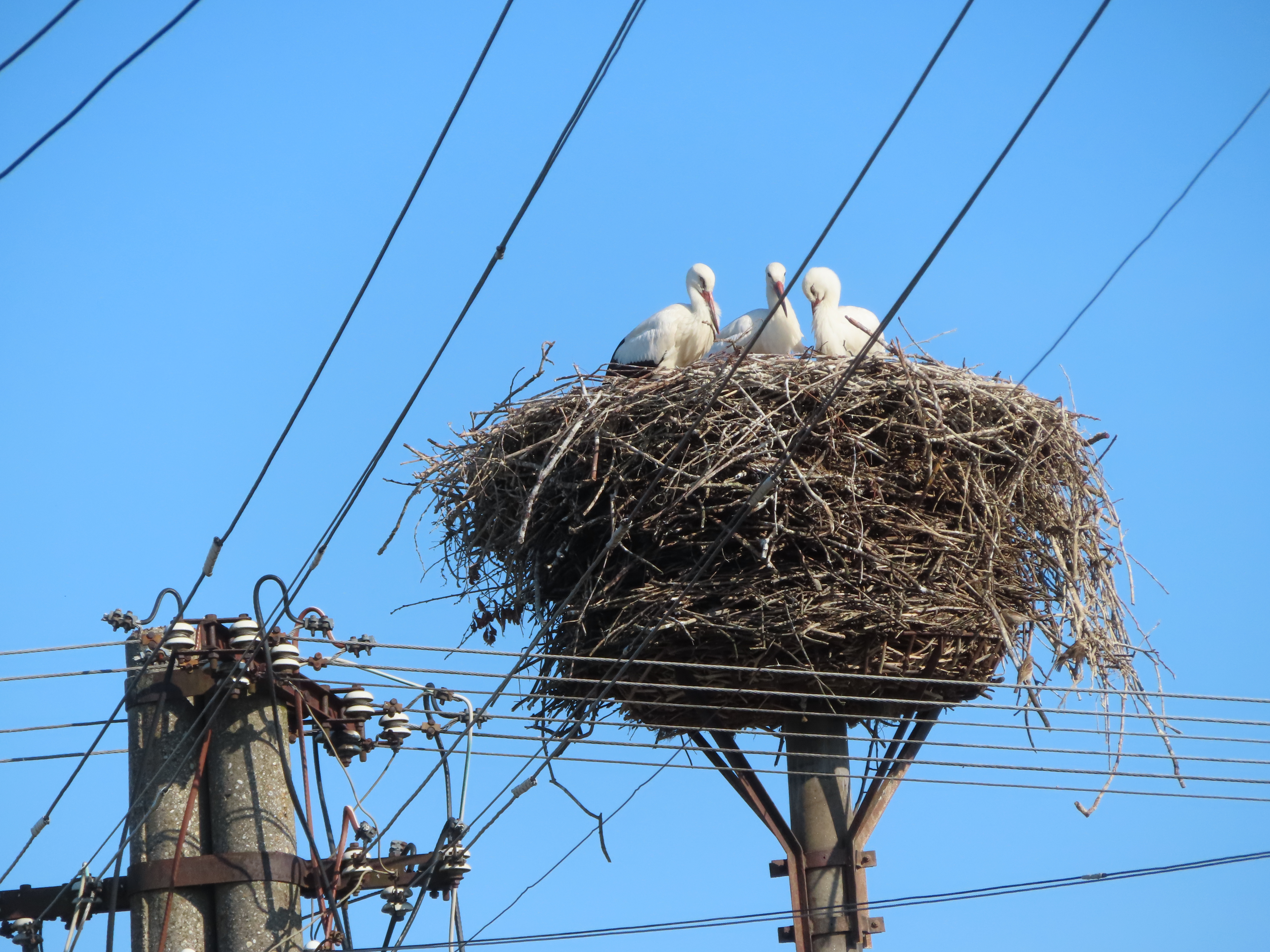
2023
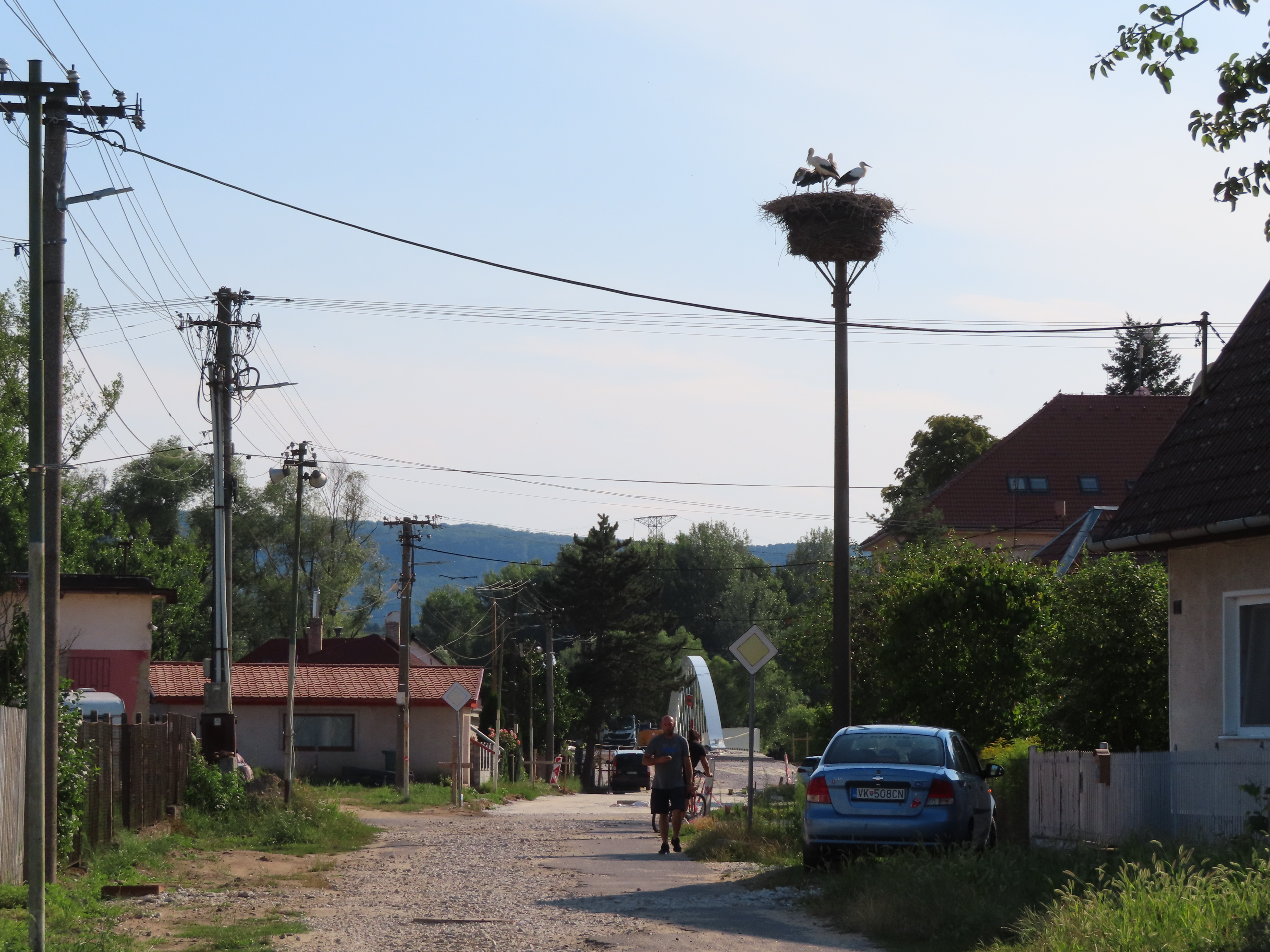

Ipolyhídvégen legalább 4 gólyafészket tartanak nyilván.

## Története
Az alapítás pontos ideje nem ismert, azonban a régészeti leletek tanúsága szerint a község területén már a kőkorszakban is éltek emberek. Település állhatott itt a bronzkorban is. A hévmagyarádi kultúra, a hallstatti kultúra és a latén kor idejéből is találtak maradványokat.
A falut 1252-ben "Hydveg" alakban említik először, amikor IV. Béla király Mikó zólyomi ispánnak adja. Vízivárát Mikó ispán építtette a 13. század közepén. Alispánsági székhely, melyet már 1331-ben országút kötött össze a környező fontosabb várakkal. A 14. századra a település jelentősége annyira megnőtt, hogy 1356 és 1399 között vármegyegyűléseket is tartottak itt. 1412-től vámszedőhely, majd vásároshely. Hídjának megépítését a vármegye kérése alapján Hunyadi János rendelte el 1449-ben. A 15. században Pálóczi György esztergomi érsek volt a birtokosa, ebből az időszakból származik a falu első pecsétje is. A török korban is fontos hadászati szerepe volt, mint Drégely várával szemben fekvő vízi átkelőhelynek. Drégely 1552-es ostromakor a török Ipolyhídvéget is elpusztította, a határában feküdt egykori Aba községgel együtt. 1569-ben 12 jobbágytelke adózott összesen 6 forintot Szent Márton püspök ünnepnapján.
A török kiűzése után újból fejlődésnek indult és a 18. század végére már népes falunak számított. 1715-ben 2 malma és 24 adózó családfője volt. 1828-ban 153 házában 925 lakos élt, akik mezőgazdasággal, szőlőtermesztéssel, állattartással foglalkoztak.
Vályi András szerint „HÍDVÉG. Népes magyar, és tót falu Hont Várm. földes Ura az Esztergomi Érsekség, lakosai katolikusok, fekszik Hont mellett, Drégely Palánknak filiája, határjában minden javai vagynak, réttye, legelője elég, bora, búzája sok terem, dohánya nevezetes.”
Fényes Elek szerint „Hidvégh, magyar falu, Honth vmegyében, az Ipoly jobb partján: 960 kath. lak. Fekete homokos határja szép gabonát, sok kukoriczát, dohányt terem. Szőlőhegye s erdeje is van. F. u. az eszterg. érsek. Ut. p. Ipoly-Ságh.”
A trianoni békediktátumig Hont vármegye Ipolysági járásához tartozott. Az újonnan meghúzott határ elvágta az anyaországtól és határtelepülésként vámhivatal és laktanya épült a községben. 1938 és 1945 között az első bécsi döntés értelmében ismét Magyarország része lett. A második világháborúban az anyaországhoz egyetlen összekötő kapocsként szolgáló hidat is felrobbantották, amely csak 2024-re épült újjá. A Beneš-dekrétumok hatására 1947-ben 28 magyar családot erőszakkal Magyarországra telepítettek, helyükre önként betelepülő magyarországi szlovákok érkeztek. A szocialista tervgazdálkodás az 1950-es években sikertelen kísérletet tett a rizstermesztés helyi meghonosítására, s a területet a helybéliek azóta Rizsföldnek nevezik.

## Népessége
| Év:            | 1994. | 2004.   | 2014.   | 2024.    |
| -------------- | ----- | ------- | ------- | -------- |
| Emberek száma: | 689   | 635     | 633     | 547      |
| Eltérés:       |       | -7,83 % | -0,31 % | -13,58 % |

| Év:            | 2023. | 2024.   |
| -------------- | ----- | ------- |
| Emberek száma: | 553   | 547     |
| Eltérés:       |       | -1,08 % |

1910-ben 911-en, túlnyomórészt magyar anyanyelvűek lakták.
2001-ben 650 lakosából 499 magyar és 138 szlovák volt.
2011-ben 633 lakosából 456 magyar és 132 szlovák volt. Lakosságának jelentős többsége római katolikus vallású.
2021-ben 578 lakosából 423 magyar (+29; 73,18%), 142 (+24) szlovák, 1 román és 12 ismeretlen nemzetiségű volt.

## Nevezetességei
- A Rózsafüzéres Szűz Mária tiszteletére szentelt római katolikus temploma 1924-ben épült. Karzata alatt helyezték el a lengyel Máriának nevezett ikonszerű képet, melynek alkotója és adományozója egy lengyel katona volt 1942-ben. A templom bejáratánál helyezték el a második világháború után kitelepített lakosainak emléktábláját.
- A Tesmag felé menő út mellett 19. századi, neogótikus kápolna áll.
- A temetőben egy 18. századból fennmaradt, színezett kő Pietà-szobor található.
- Határában található az Ipoly-menti 401 hektáros természetvédelmi terület. Lápos-vizenyős térség különleges növényzettel és állatvilággal. Területén gyakori a vízisikló.

## Oktatásügy
- Állami általános iskola nincs a községben.
- A magyar tanítási nyelvű, alsó tagozatos Szent Rita Egyházi Alapiskolát a 2009/2010-es tanévben nyolc tanuló látogatta. Az iskola épülete a templom mellett helyezkedik el.
- Magyar óvodáját a 2009/2010-es tanévben tizennyolc gyermek látogatta.

## Képtár

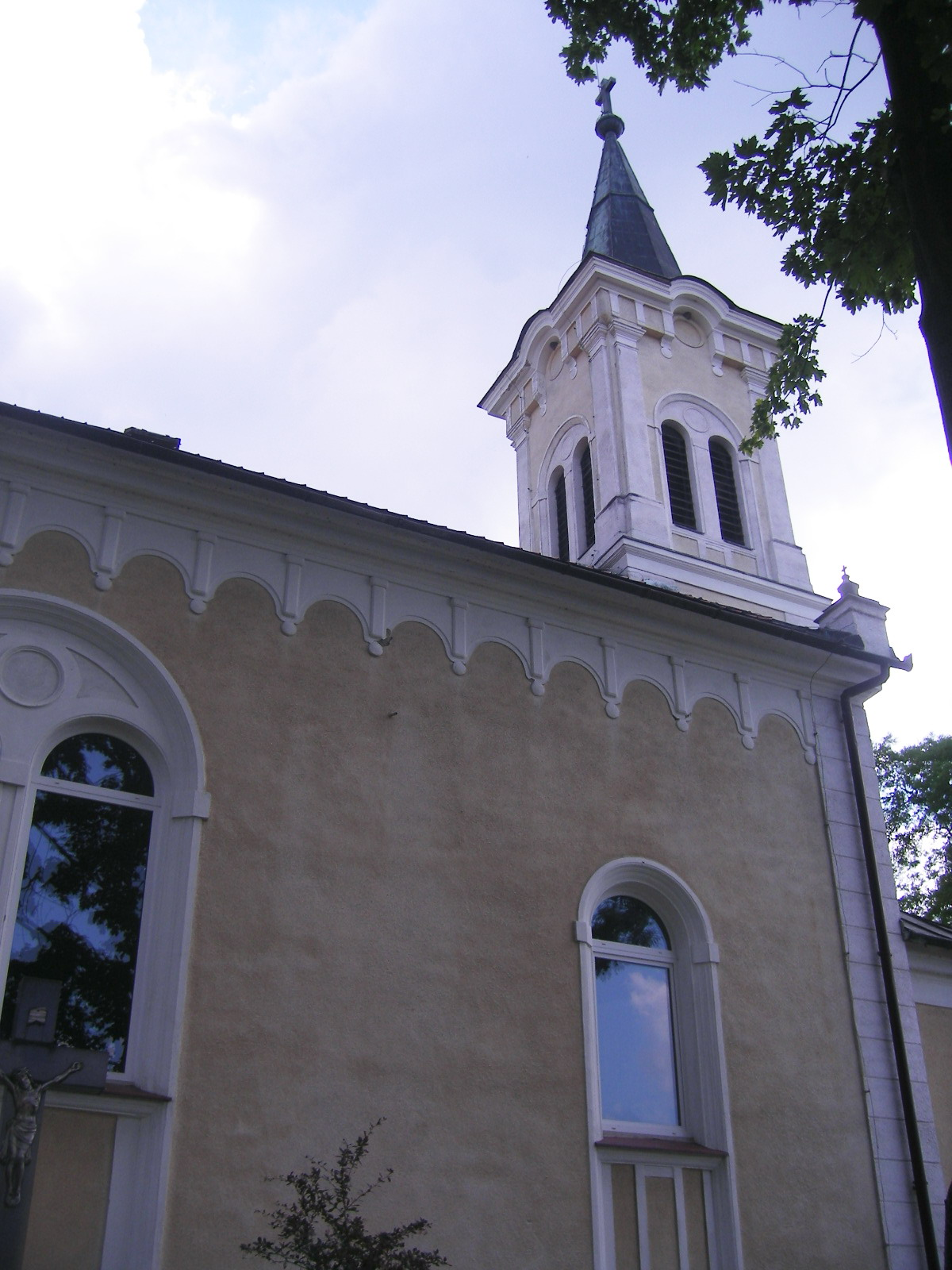
Katolikus templom
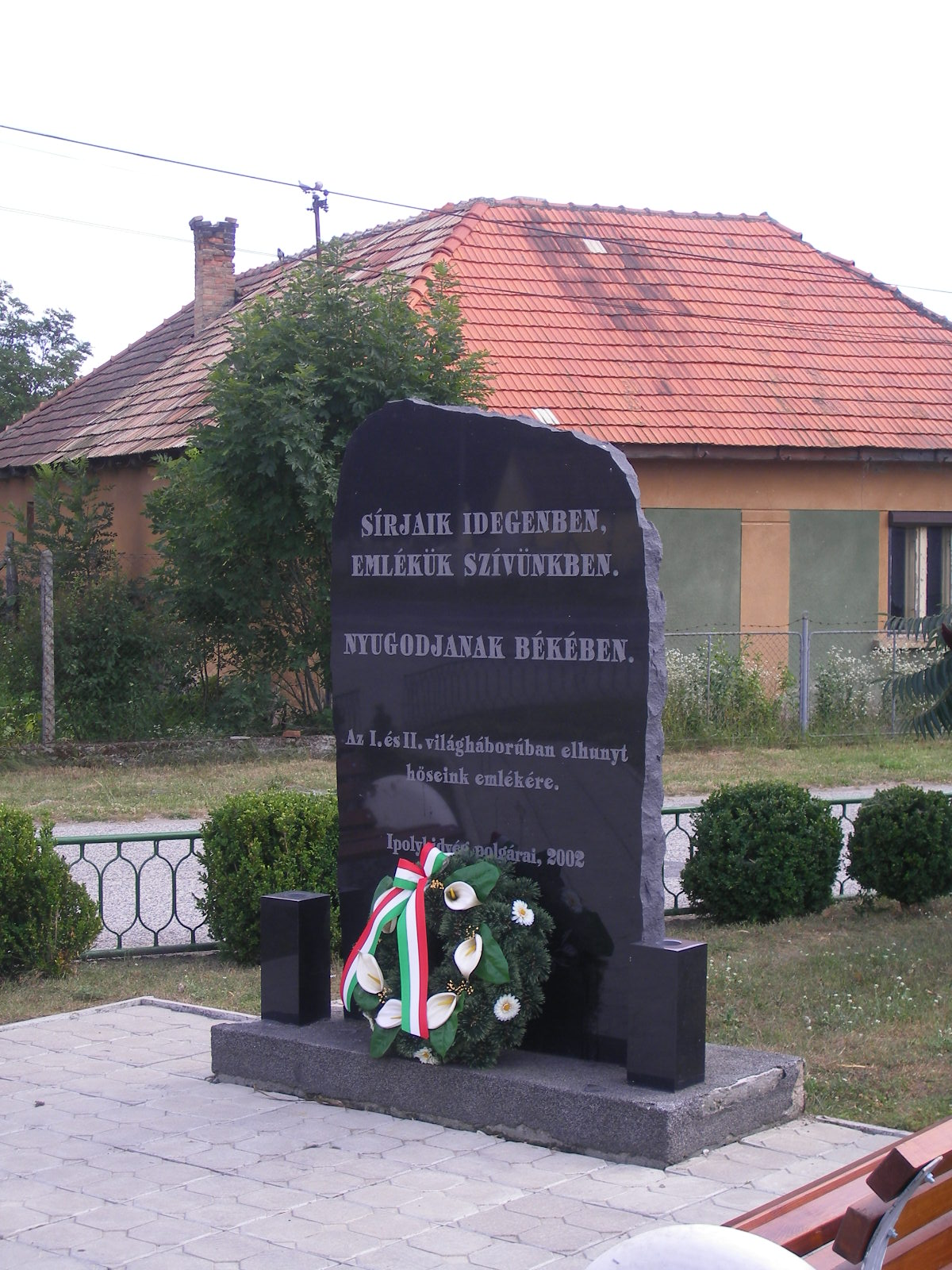
A két világháború áldozatainak emlékműve
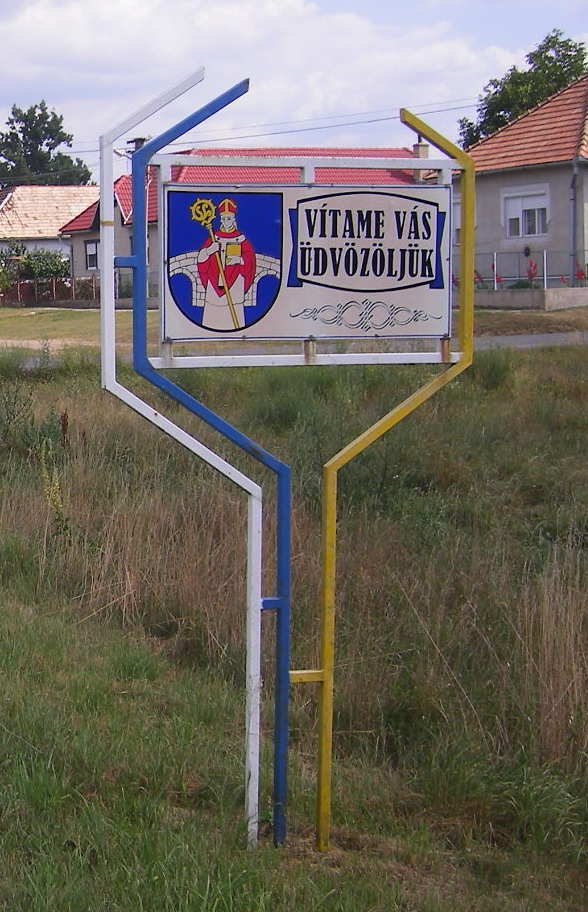
Címeres üdvözlőtábla
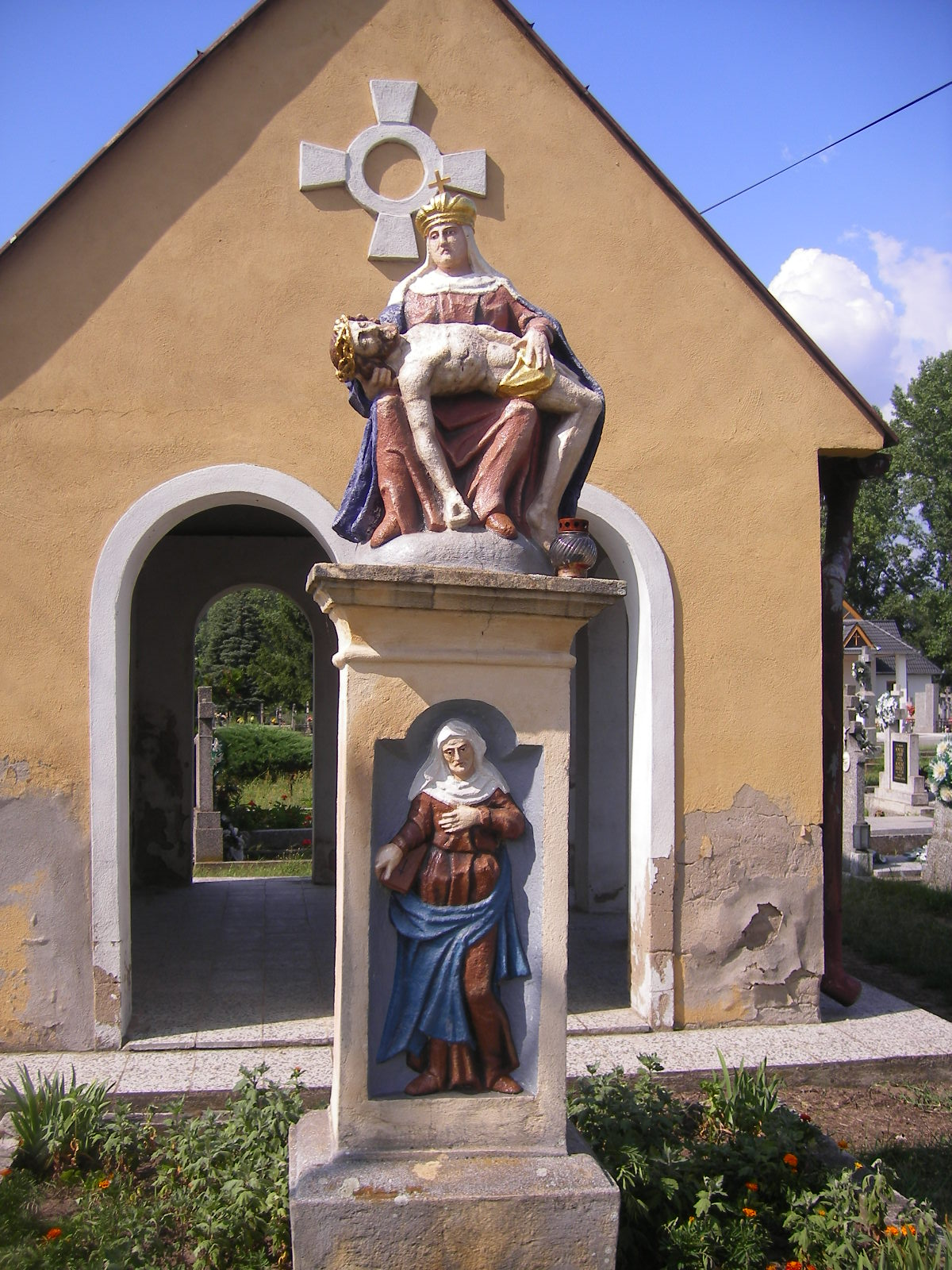
Pieta-szobor a temetőben
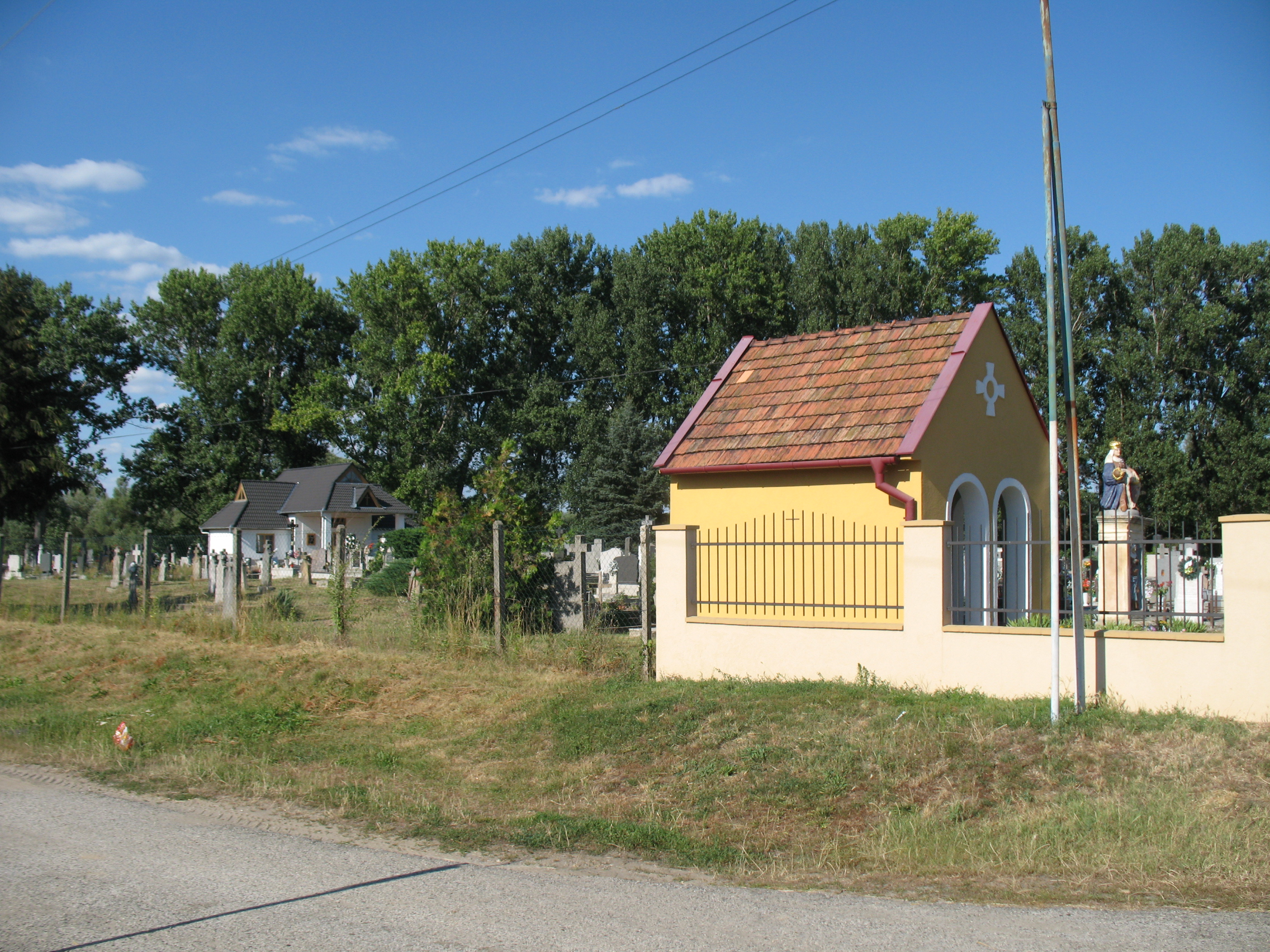
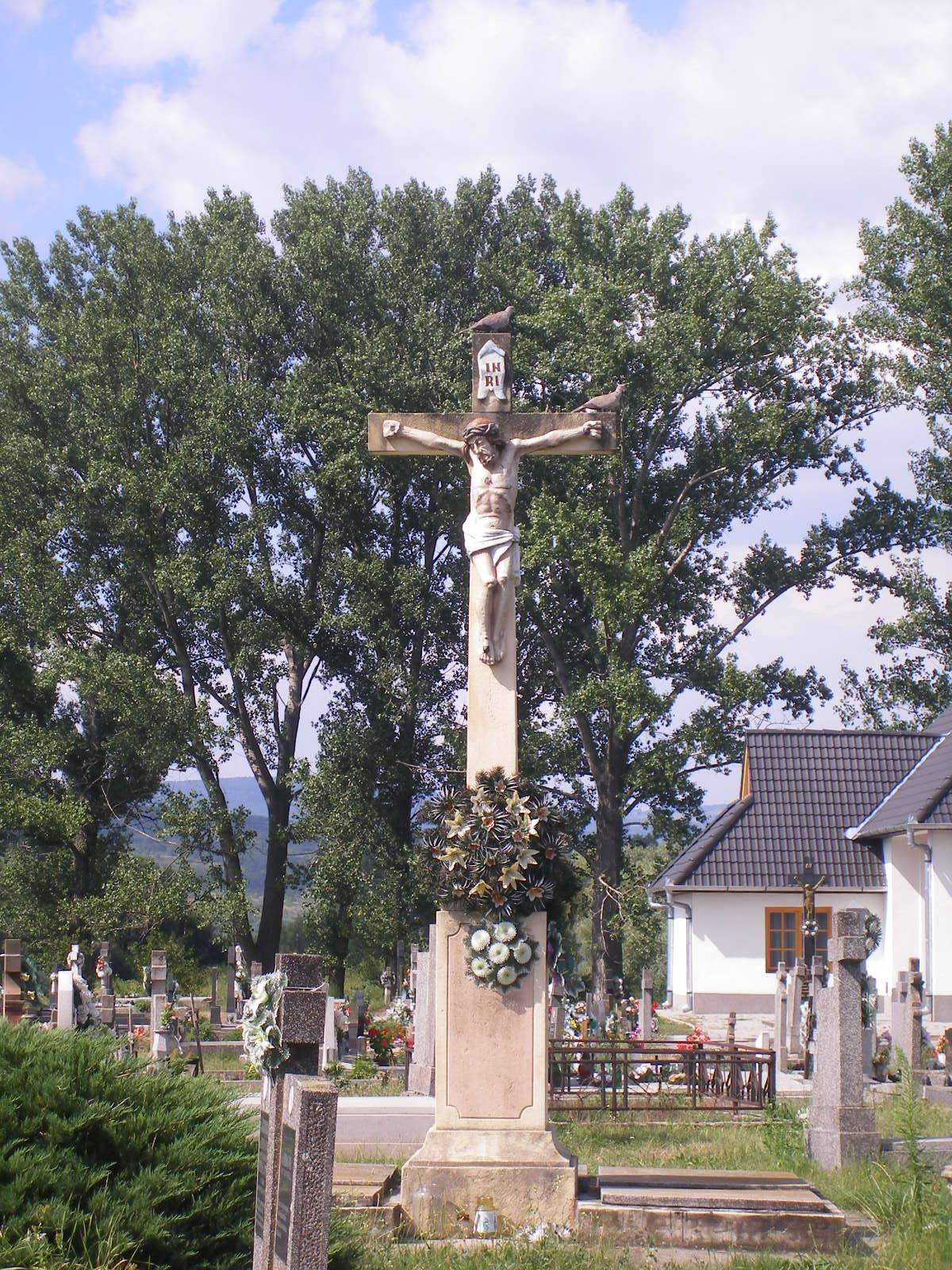
Temetői nagykereszt
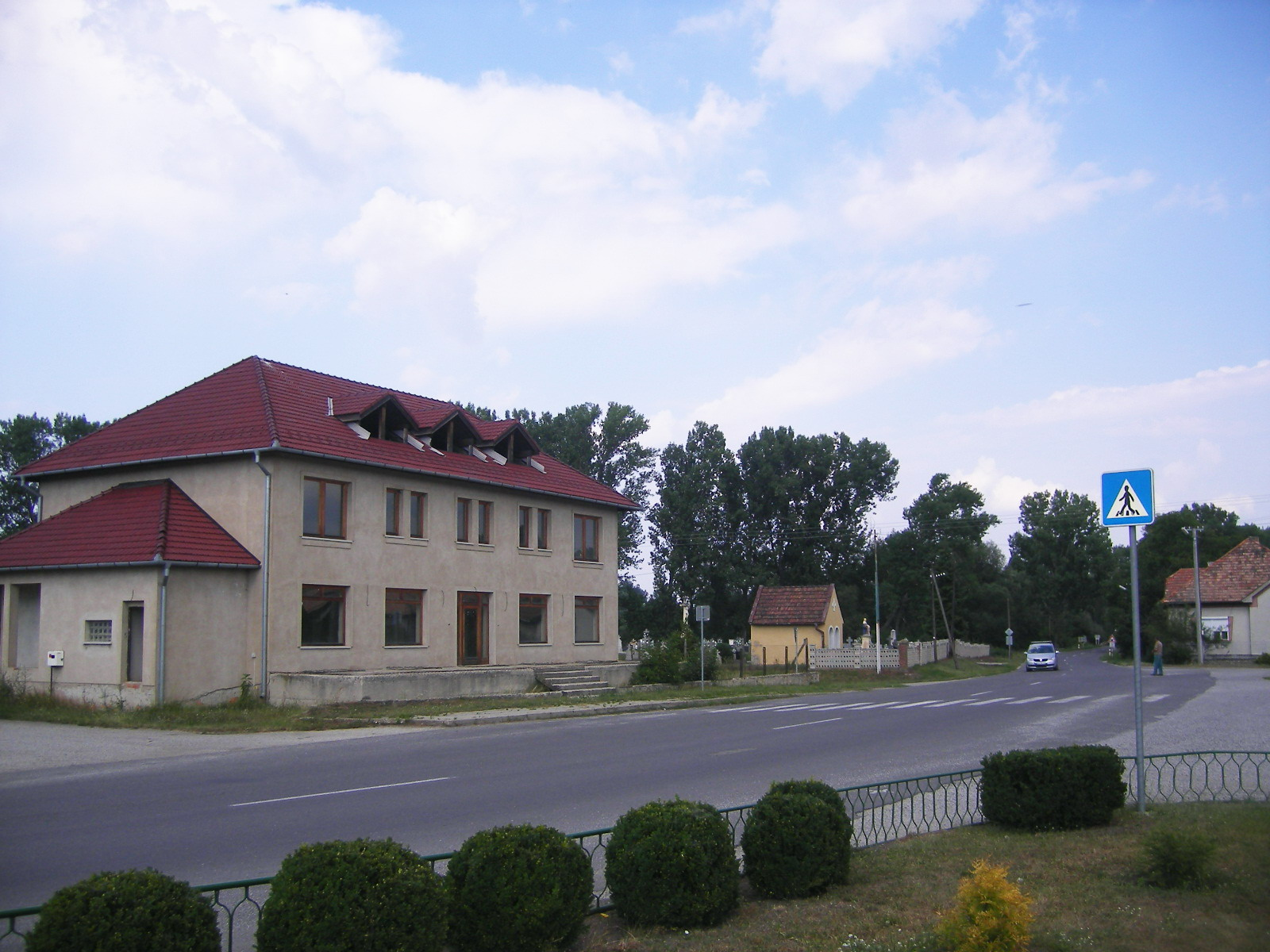
Ipolyhídvégi részlet
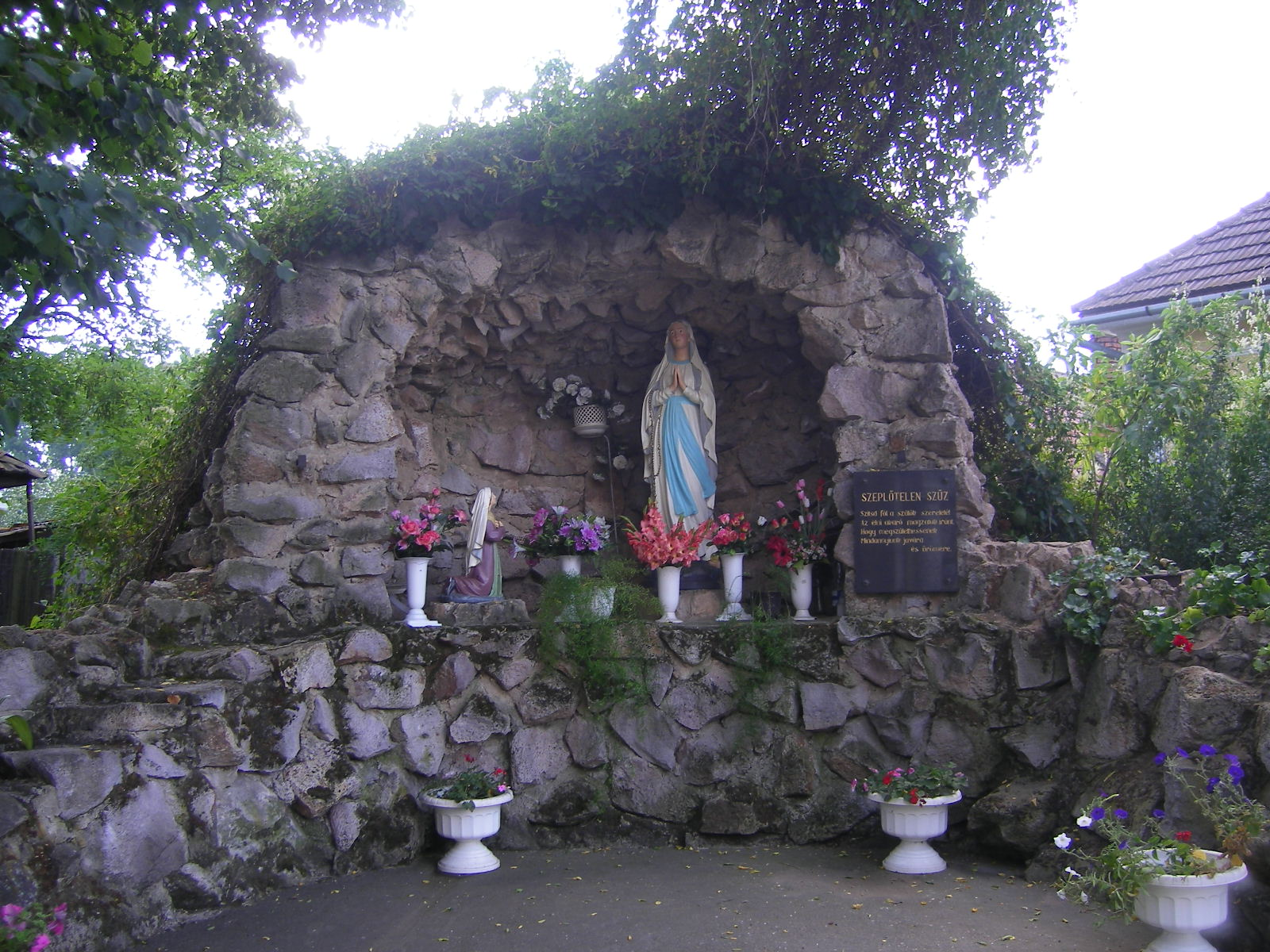
A templom melletti Szűz Mária-kegyhely
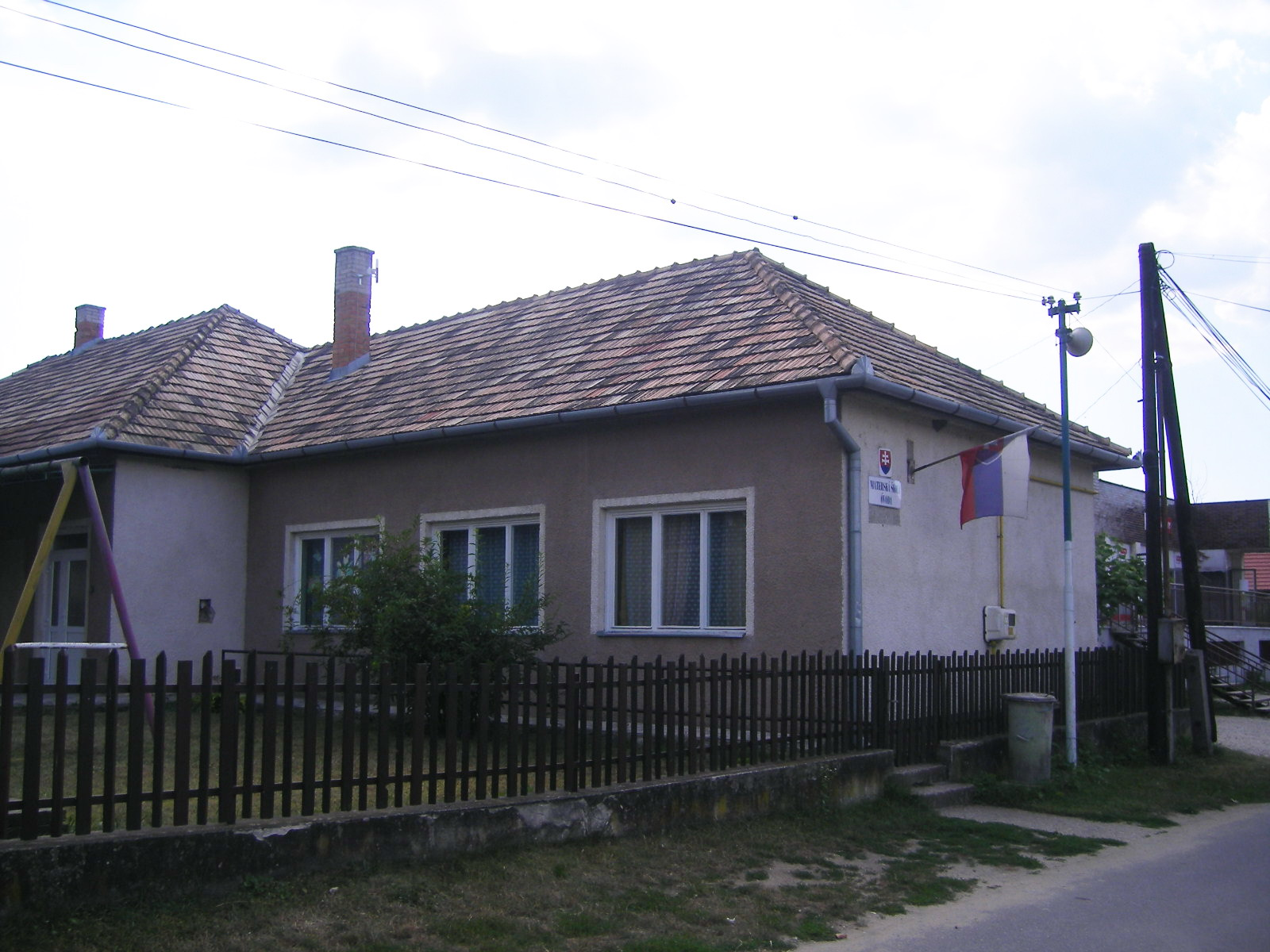
Óvoda
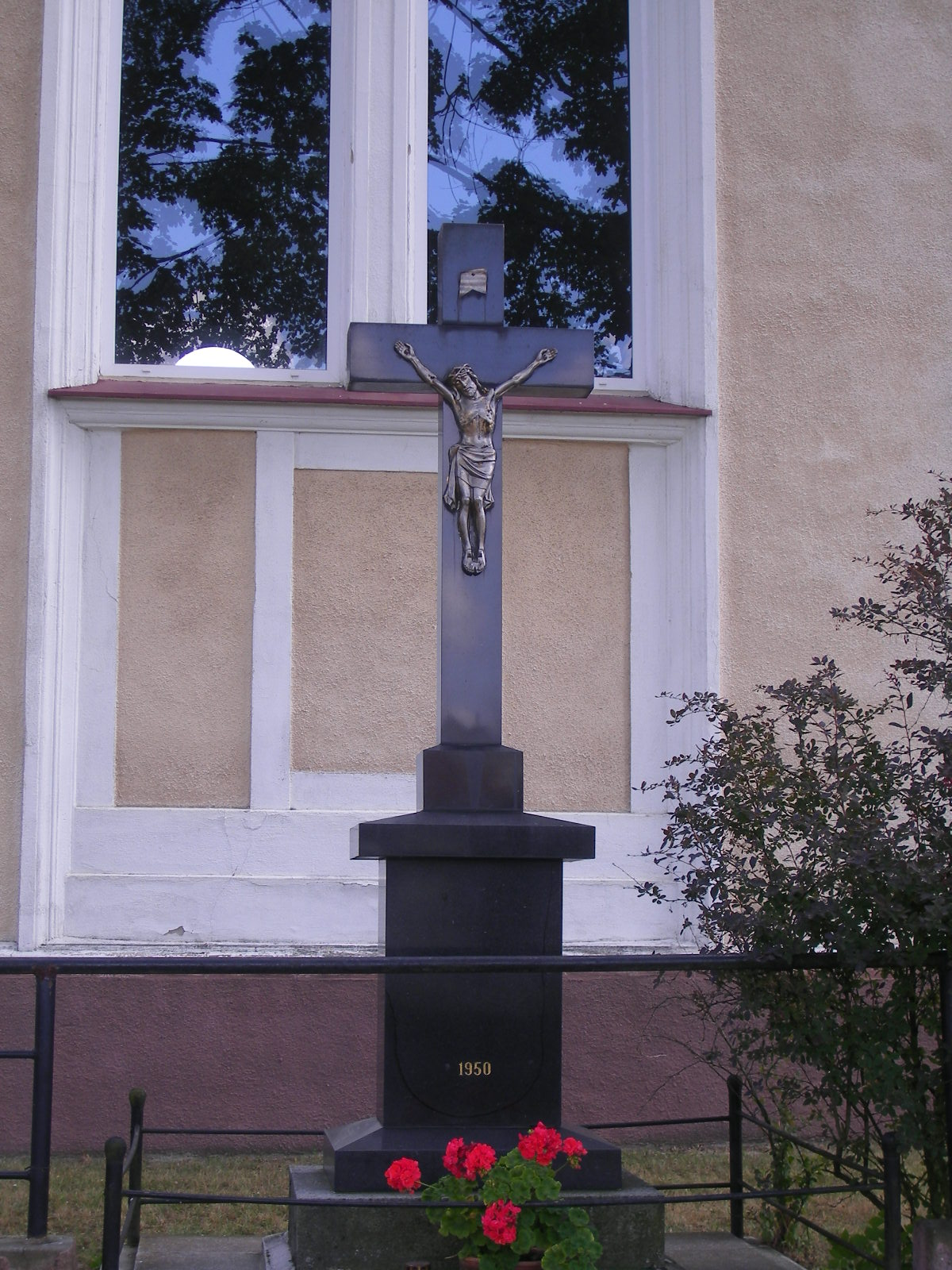
Feszület a katolikus templom mellett
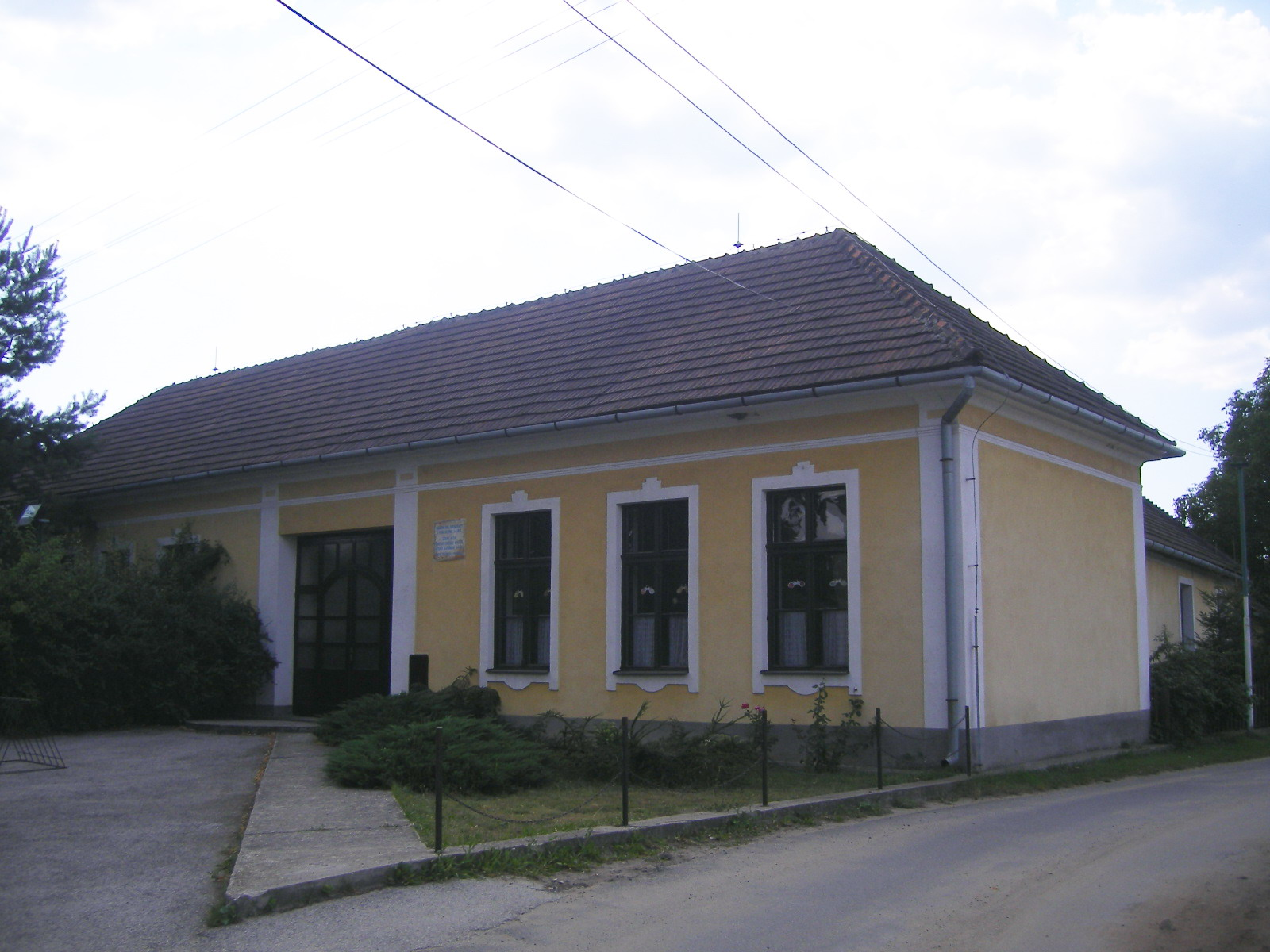
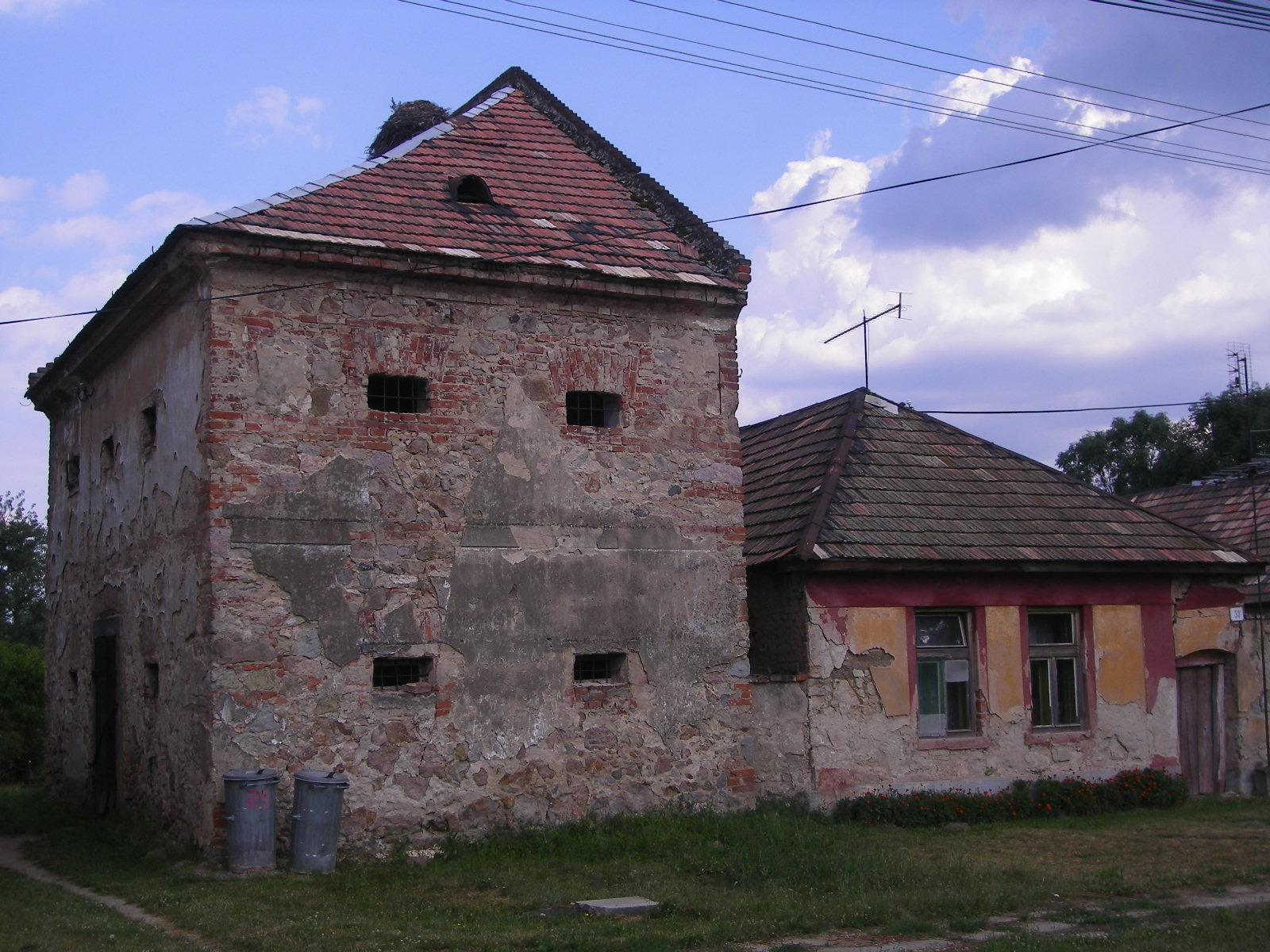
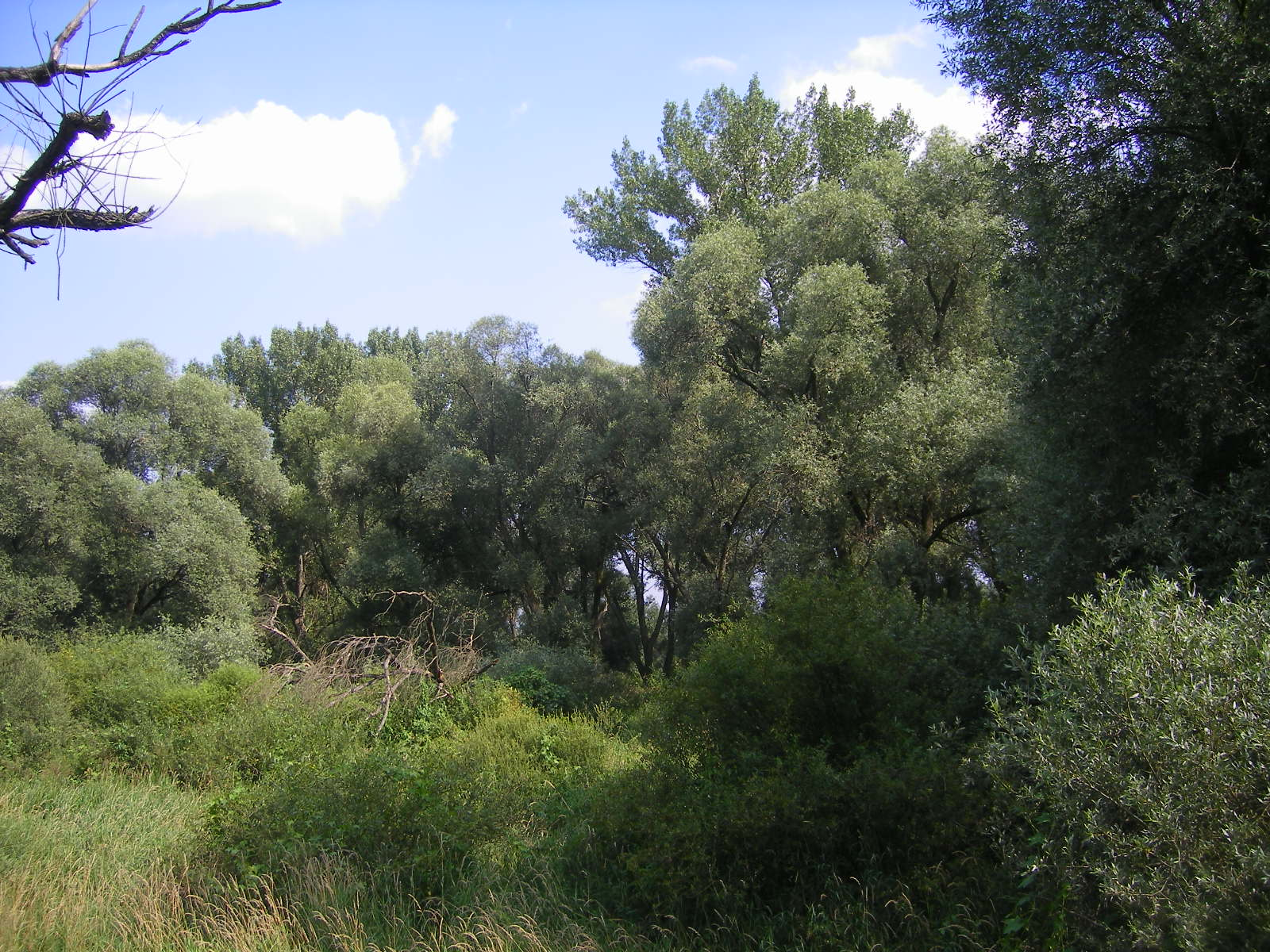
Ipoly-menti ártéri erdő
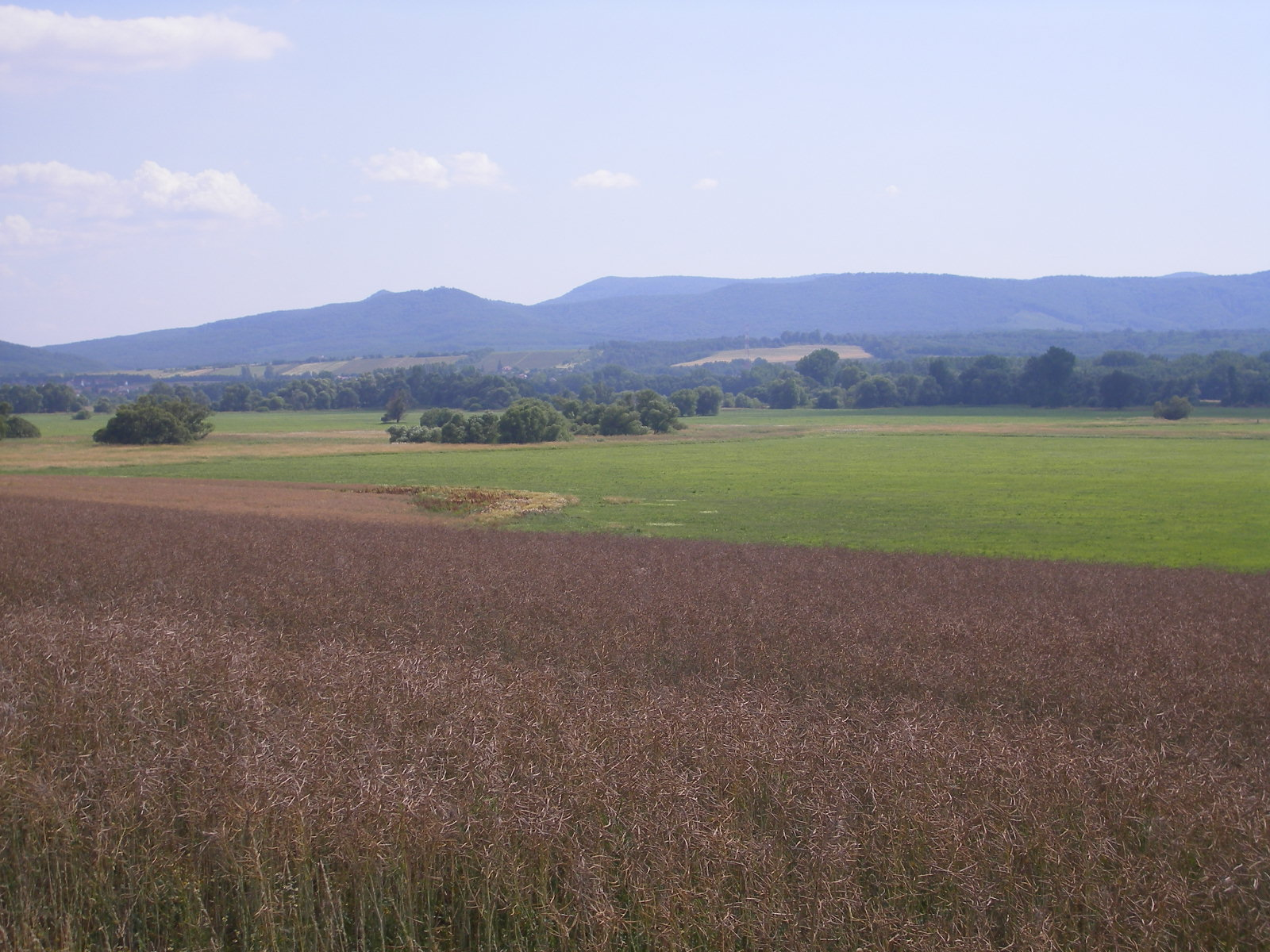
Az Ipoly völgye Ipolyhídvégtől nyugatra
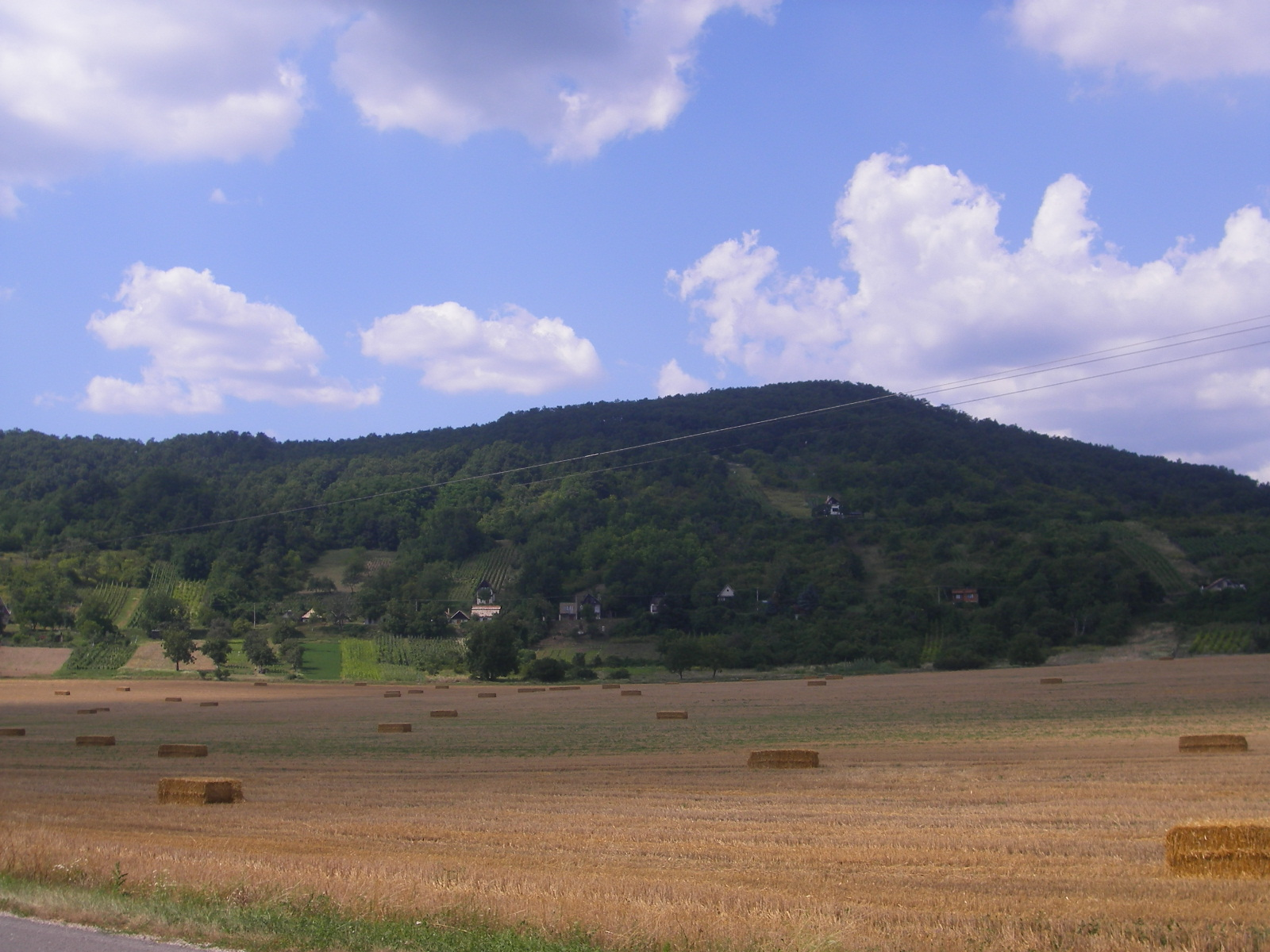
Tájkép a község nyugati részén
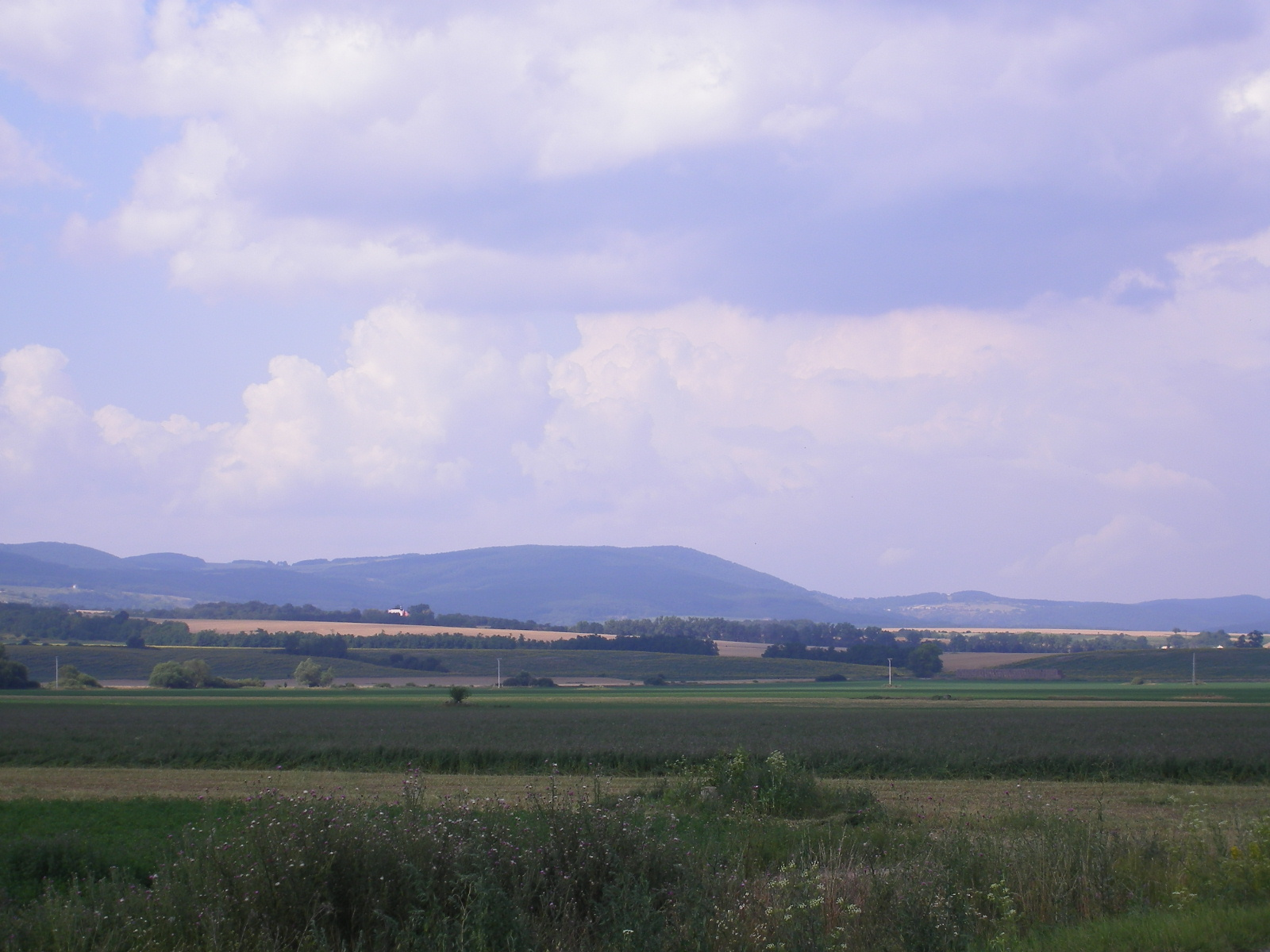
Tájkép a község keleti részén
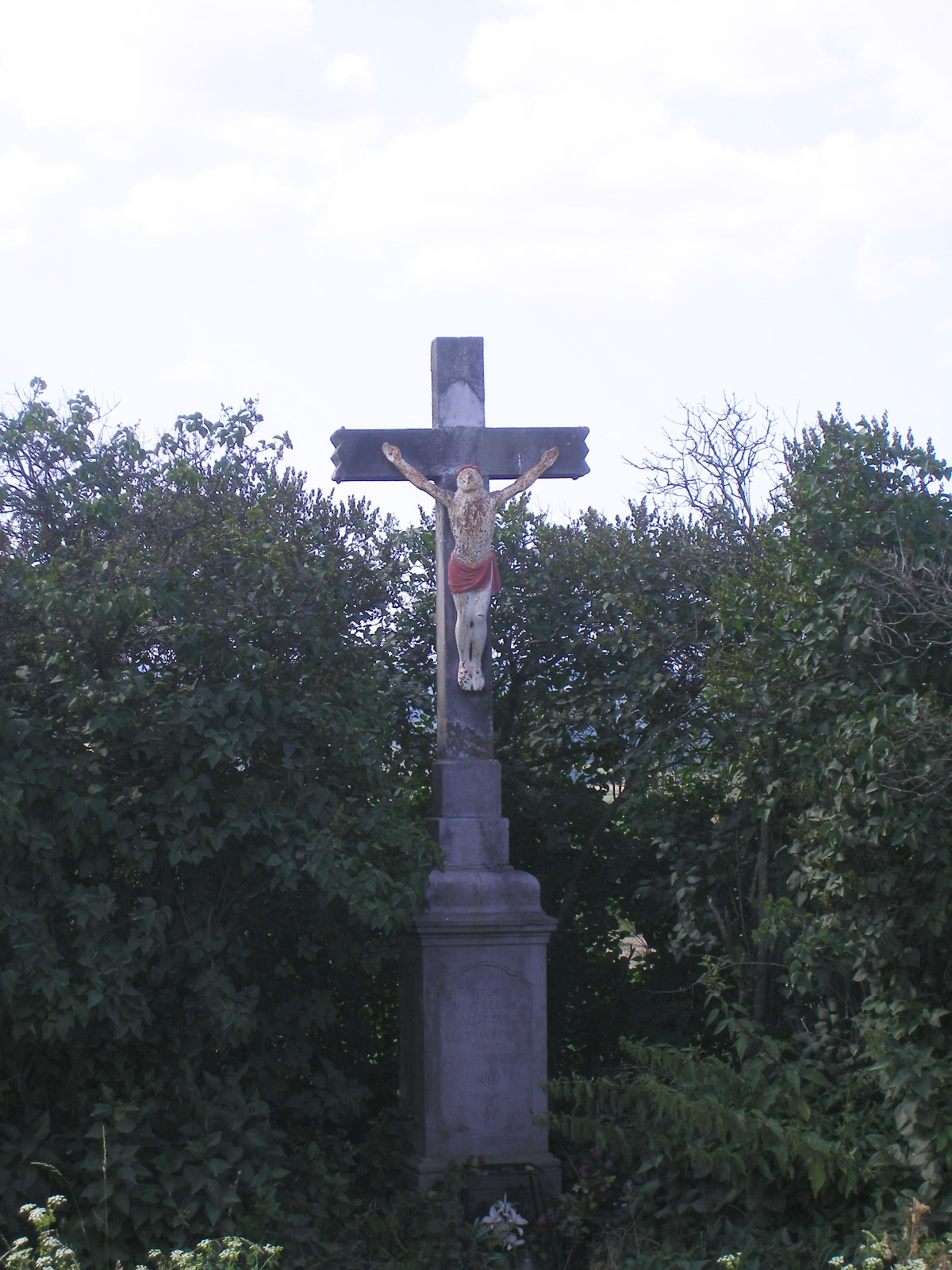
Feszület az Ipolynagyfalu felé vezető út mentén
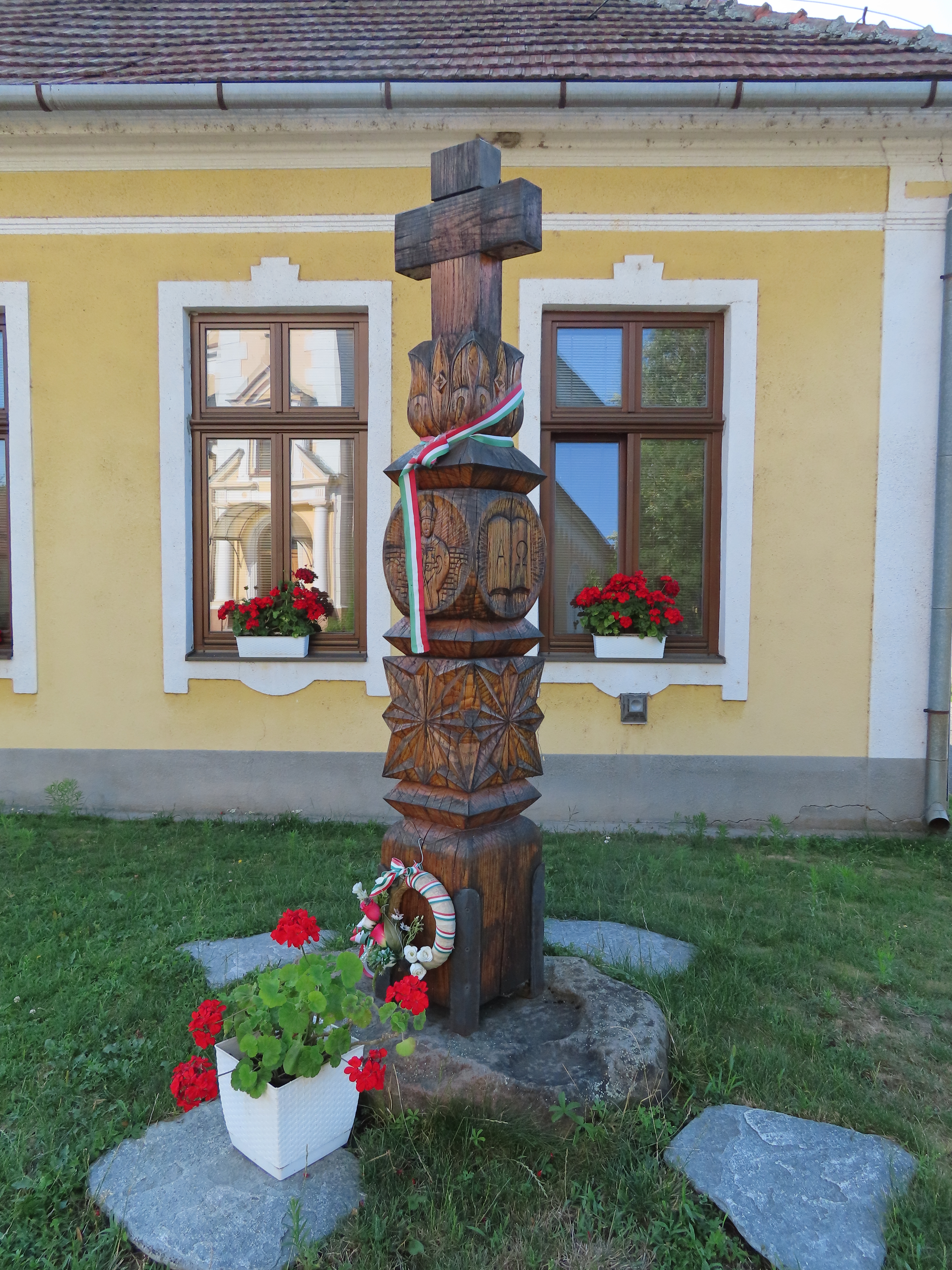